# Tuk (żupania bielowarsko-bilogorska)
Tuk – wieś w Chorwacji, w żupanii bielowarsko-bilogorskiej, w gminie Rovišće. W 2011 roku liczyła 354 mieszkańców.